# Bolide (comics)
Pour les articles homonymes, voir Bolide (homonymie).
Robert « Bob » Frank, alias le Bolide (« The Whizzer » en VO) est un super-héros évoluant dans l'univers Marvel de la maison d’édition Marvel Comics. Créé par un scénariste inconnu et le dessinateur Al Avison pour Timely Comics (ancêtre de Marvel Comics), le personnage de fiction apparaît dans le comic book U.S.A. Comics (en) #1 en août 1941.

## Historique de la publication
Le Bolide apparaît dans le comics USA Comics d'août 1941. Il est créé par le dessinateur Al Avison et un scénariste inconnu.
En 1946, il est dans le dernier numéro du comics All Winners Comics et à partir de cette date il n'apparaît plus dans des comics.
Il faut attendre les années 1970 pour qu'il soit de nouveau utilisé dans une histoire. Il est alors présenté comme le père de Vif-Argent et la Sorcière rouge. Ceci est démenti par la suite lorsque Magnéto se révèle le père des jumeaux mutants.

## Biographie du personnage
Le jeune Bob Frank est avec son père en Afrique poursuivi par un criminel nommé Granno. Bob est mordu par un serpent venimeux. Pour le soigner, son père lui injecte du sang de mangouste. Bob est guéri alors que son père meurt brusquement.
En plus d'être guéri, Bob acquiert grâce à cette transfusion la capacité de se mouvoir à une vitesse surhumaine. Il retourne alors aux États-Unis, capture Granno et décide de devenir un super-héros. Il fait ensuite partie de l'équipe All-Winners Squad (en), avec notamment Captain America, Human Torch et Namor.

## Pouvoirs et capacités
Le Bolide peut courir à une vitesse comprise entre 195 km/h et 290 km/h et ce pendant plus d'une heure.

## Apparition dans d'autres médias
Le Bolide apparaît dans la série animée Spider-Man de 1994 dans la saga des six combattants oubliés, bien que son histoire soit différente. Il apparaît également dans l'univers cinématographique Marvel dans trois épisodes de la série Jessica Jones pour Netflix, sous les traits de l'acteur Jay Klaitz.